# Stikvåben
Stikvåben er håndvåben som benyttes til at stikke fjenden med.

## Liste over stikvåben
- Bajonet
- Daggert
- Kårde
- Lanse
- Partisan
- Sabel
- Spyd

| Våben | Spire Denne artikel om våben er en spire som bør udbygges. Du er velkommen til at hjælpe Wikipedia ved at udvide den. |